# Idiornithidae
Gli idiornitidi (Idiornithidae) sono una famiglia di uccelli estinti, strettamente imparentati con gli attuali seriema (Cariamidae). Vissero tra l'Eocene medio e l'Oligocene superiore (circa 50 - 25 milioni di anni fa) e i loro resti fossili sono stati ritrovati in Europa.

## Descrizione
Di taglia paragonabile a quella di un fagiano, gli idiornitidi dovevano avere un aspetto vagamente simile a quello dei seriema attuali. Erano uccelli dotati di zampe snelle e lunghe, con un ipotarso (il tallone osseo sul lato posteriore del piede) a forma di parallelepipedo e privo di solchi per la flessione delle dita; queste caratteristiche si riscontrano appunto nei seriema. Anche il coracoide (un osso del cinto scapolare) era molto simile a quello dei seriema. Il collo era relativamente lungo e il cranio era dotato di un becco relativamente corto e sottile, ma forte. Le vertebre cervicali di almeno un genere (Idiornis) possedevano curiosi tubercoli dalla funzione poco chiara.

## Classificazione
Gli idiornitidi sono un gruppo di uccelli classicamente raggruppati nei gruiformi; in realtà quest'ordine è parafiletico, e si suppone che i più stretti parenti di questi animali siano gli attuali seriema, gli estinti batornitidi e forse gli eogruidi. La famiglia Idiornithidae è rappresentata da alcuni generi vissuti nell'arcipelago europeo dell'Eocene-Oligocene. I fossili più noti sono stati ritrovati nelle fosforiti di Quercy in Francia, nel pozzo di Messel in Germania e in Geiseltal (Sassonia-Anhalt). A Quercy sono i fossili più comuni tra gli uccelli. Il genere più noto è Idiornis (noto anche come Dynamopterus), conosciuto per materiale cranico e postcranico articolato, ma sono noti anche altri generi provenienti da vari giacimenti europei.

## Paleoecologia
I fossili di idiornitidi trovati a Quercy mostrano che questi animali vivevano in un clima relativamente arido e in un paesaggio aperto, molto simile a quello in cui vivono gli attuali seriema. Al contrario, le specie di Messel vivevano in un ambiente più simile a una foresta pluviale.